# Théodore Faucheur
Pour les articles homonymes, voir Faucheur.
Théodore Alphonse Stanislas Faucheur, né le 27 juin 1814 à Montdidier et mort le 12 octobre 1872 dans le 10e arrondissement de Paris, est un auteur dramatique français.

## Biographie
Ses pièces ont été représentées sur les plus grandes scènes parisiennes du XIXe siècle : Théâtre des Folies-Dramatiques, Théâtre des Délassements-Comiques.

## Œuvres
- Un coin du Palais de Cristal, à-propos-vaudeville en 1 acte et 2 tableaux, avec Potier, 1851
- Une soirée agitée, vaudeville en 1 acte, avec Potier, 1852
- Le Monde, comédie-vaudeville en 2 actes, 1855
- Un monsieur seul, vaudeville en un acte, avec Charles Potier, 1858
- L'Œuf de Pâques ou, le Billet à ordre, comédie mêlée de chant, avec Adolphe Guénée, 1860
- Batandier, gasconnade en 1 acte, 1862
- Biographie de Deburau, 1862
- Histoire du boulevard de Temple depuis son origine jusqu'à sa démolition, Dentu, 1863
- Bobino vit encore, revue en 3 actes et 10 tableaux, avec Guénée, 1866
- Le Champ de Mars depuis son origine jusqu'à l'Exposition universelle de 1867, 1867